# Relógio de quartzo

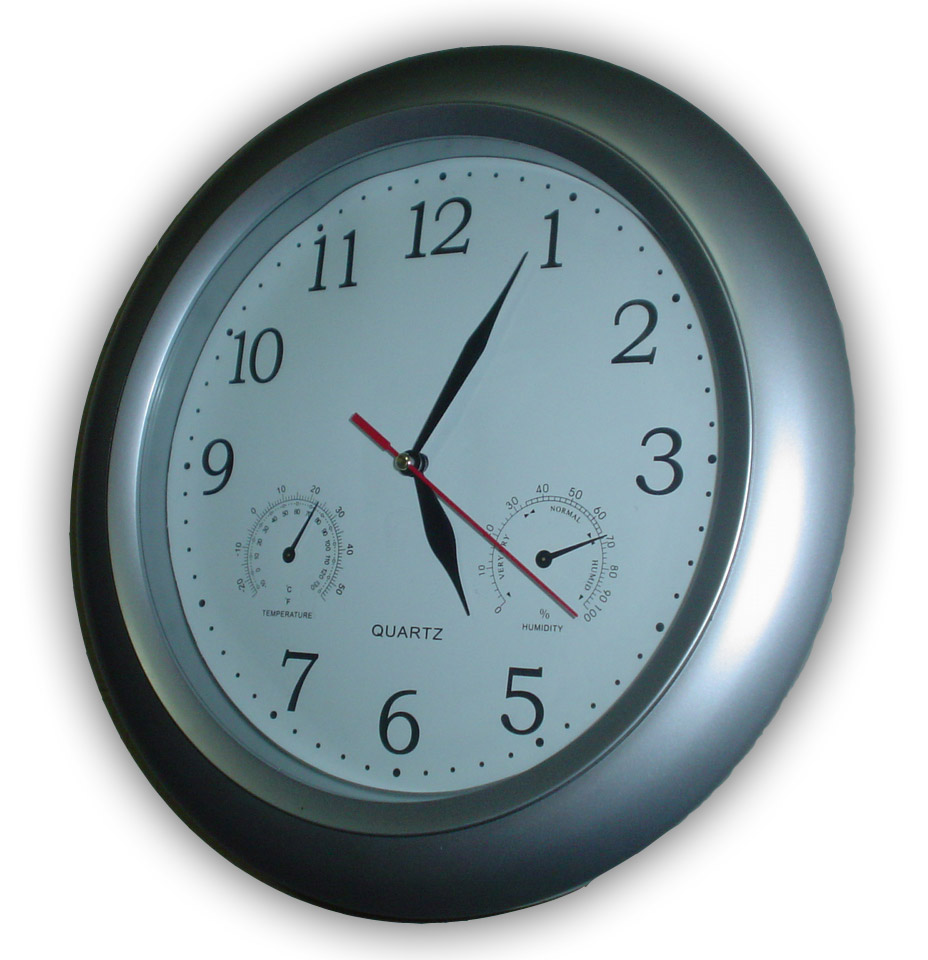
Relógio de quartzo de parede

Relógio de quartzo - O quartzo quando estimulado por energia elétrica alternada, por ser um material piezoelétrico vibra em uma frequência fixa (ressonância), definida pelo seu corte e lapidação, variando muito pouco com a temperatura ou mesmo com a oscilação da energia. Esta vibração é amplificada por meio eletrônico e isso vai acionar um contador de tempo (motor síncrono) onde se obtém relógios precisos e hoje muito baratos. A aferição da variação diária do tempo chegou-se a uma precisão de um milionésimo de segundo.
O relógio de quartzo surgiu em 1933.

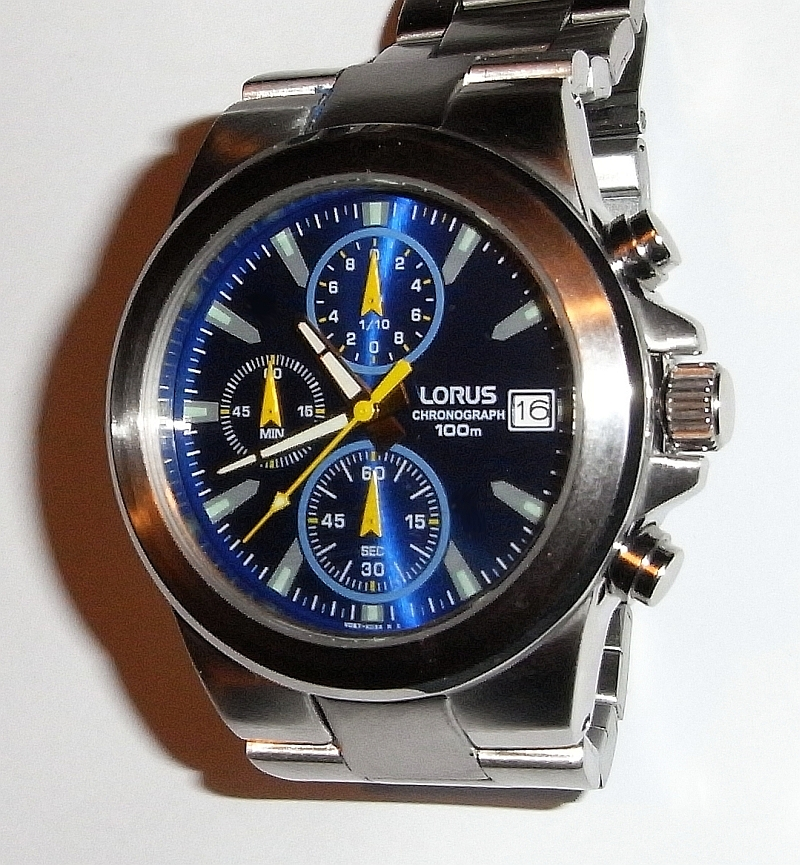
Relógio de quartzo moderno